# Jorge Ignacio García Cuerva

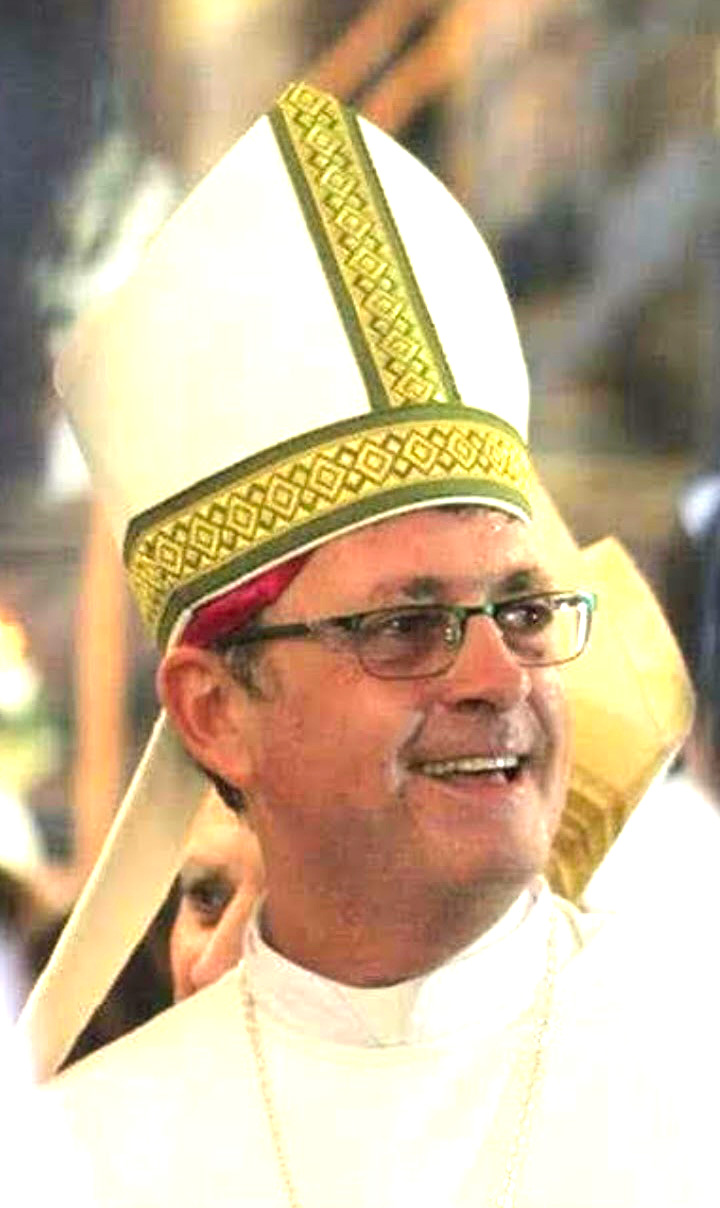
Erzbischof Jorge García Cuerva (2023)

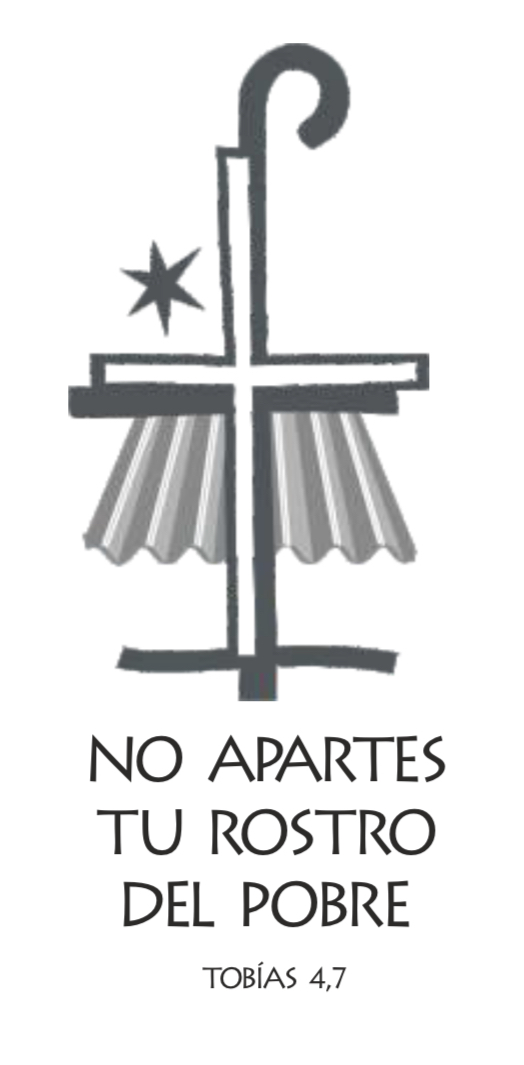
Erzbischofswappen

Jorge Ignacio García Cuerva (* 12. April 1968 in Río Gallegos, Provinz Santa Cruz, Argentinien) ist ein argentinischer Geistlicher und römisch-katholischer Erzbischof von Buenos Aires.

## Leben
Jorge Ignacio García Cuerva empfing am 24. Oktober 1997 durch den Bischof von San Isidro, Alcides Jorge Pedro Casaretto, das Sakrament der Priesterweihe. Er wirkte anschließend bis 2005 als Pfarrvikar der Gemeinde Nuestra Señora de la Cava  und von 2005 bis 2014 als Pfarrer von Santa Clara de Asís. Im Bistum San Isidro war er Vizepräsident der Caritas, zudem war er Sekretär der Pastoralkommission in der Argentinischen Bischofskonferenz.
Am 20. November 2017 ernannte ihn Papst Franziskus zum Titularbischof von Lacubaza und zum Weihbischof in Lomas de Zamora. Der Bischof von Lomas de Zamora, Jorge Rubén Lugones SJ, spendete ihm am 3. März 2018 in der Kathedrale Nuestra Señora de la Paz die Bischofsweihe; Mitkonsekratoren waren der Bischof von San Isidro, Óscar Vicente Ojea Quintana, der emeritierte Bischof von San Isidro, Alcides Jorge Pedro Casaretto, der Bischof von Viedma, Esteban María Laxague SDB, und der Bischof von Río Gallegos, Miguel Ángel D’Annibale.
Am 3. Januar 2019 bestellte ihn Papst Franziskus zum Bischof von Río Gallegos. Am 20. Juli 2021 berief ihn Papst Franziskus zudem zum Mitglied der Kongregation für die Bischöfe. Von 2021 bis 2024 war Jorge García Cuerva in der Argentinischen Bischofskonferenz Mitglied der bischöflichen Kommission für die Pastoral.
Papst Franziskus ernannte ihn am 26. Mai 2023 zum Erzbischof von Buenos Aires. Die Amtseinführung fand am 15. Juli desselben Jahres statt.  Am 28. November 2023 ernannte ihn der Papst zusätzlich Ordinarius für die Katholiken orientalischer Riten in Argentinien. Am 22. Oktober 2024 berief ihn Papst Franziskus zum Mitglied des Dikasteriums für die orientalischen Kirchen.